# Granica (Gniewoszów)
Granica – dawne miasto (w latach 1735–1870), od drugiej połowy XX wieku część wsi Gniewoszów w województwie mazowieckim, w powiecie kozienickim, w gminie Gniewoszów.

## Układ urbanistyczny
Granica i Gniewoszów stanowią obecnie silnie zespojony układ urbanistyczny, w którym granica między dawnymi miejscowościami jest praktycznie niezauważalna. Przy dawnym granickim rynku (w północnej pierzei) leży obecnie Urząd Gminy Gniewoszów. Przy rynku (obecnie bez nazwy) znajduje się część oryginalnych drewnianych domów (pierzeje wschodnia i zachodnia), a także murowany narożnik (północno-wschodni róg). W południowej części rynku znajduje się tzw. sala weselna (dawniej restauracja). Płytę placu rynkowego pokrywa obecnie parking i murawa.

## Historia
Granica otrzymała prawa miejskie 19 grudnia 1735 roku na mocy przywileju Augusta III, wydanego na prośbę Karola Myszkowskiego, jej właściciela. Herbem miasta został herb właściciela Starykoń. Prawa miejskie zostały potwierdzone w 1737 roku. Przywilej lokacyjny miasta obejmował prawo do cotygodniowych targów oraz jarmarków (8 rocznie, a od 1779 – 12). Mieszkańcom Granicy przysługiwało osiem lat wolnizny. Rolnictwo, połów ryb i żegluga wiślańska trudniły graniczan. 
13 stycznia 1870 doszło do utraty praw miejskich Granicy, po czym Granicę i pozbawiony praw miejskich Gniewoszów przekształcono w osady i połączono we wspólną wiejską gminę Gniewoszów-Granica w powiecie kozienickim w guberni radomskiej. Pod koniec XIX wieku jednostka figuruje już pod skróconą nazwą gmina Gniewoszów. Brak informacji o dacie zniesienia gminy lecz według wykazu gmin według stanu z 30 września 1921 jednostka już nie występuje, a zarówno Granica (licząca wówczas 1030 mieszkańców) jak i Gniewoszów (1108 mieszkańców) wchodzą w skład gminy Sarnów w powiecie kozienickim w woj. kieleckim z siedzibą w Gniewoszowie.
Brak informacji o dacie przyłączenia Granicy do Gniewoszowa. W 1965 roku Granica stanowiła jeszcze odrębną wieś.